# ベンゾチアゾール
ベンゾチアゾール (benzothiazole) とは複素環式芳香族化合物のひとつで、ベンゼンとチアゾールが辺を共有して縮合した構造を持つ。

## 用途
天然にはビールやココアに存在し、香料として飲料、キャンディ、焼菓子、肉製品、スープ、乳製品などに0.5ppmほど使用される。